# Poul Svensson
Poul Terkelsen Svensson (5. marts 1921—18. marts 2008 i Frøslev) var kunstlærer, forfatter og debattør.
Poul Svensson var søn af redaktør A. Svensson, og som sin far og broderen Bjørn Svensson var han aktivt involveret i Sønderjylland og Sydslesvig, såvel kulturelt som politisk, og også han var en aktiv debattør. 
Poul Svensson tog lærereksamen fra Haderslev Seminarium i 1944, og den 15. april 1949 blev han ansat ved Dansk Skoleforening for Sydslesvig. I perioden 1955—1978 virkede han som kunstlærer på Duborg-Skolen i Flensborg og med sluttitel som gymnasieoverlærer.
Svensson var initiativtager til den sønderjyske folkegave ved kronprinseparrets bryllup i 2004, en kostbar kopi af Frøslevskrinet fremstillet af guldsmed Bent Exner, og han stod for indsamlingen af de trekvart millioner kroner, der blev betalt for skrinet, hvilket var mindre end, hvad guldsmeden havde forlangt.
Svensson har skrevet en række bøger, især kunstbøger, herunder "Kunst i nærbilleder" (1980) og "Frøslevskrinet" (1981), og han har redigeret flere kunstbøger. Hans sidste bog, "Glimt fra grænselandet" (1999) går så tæt på sydslesvigske forhold, at den har været forkætret og af nogle er blevet fundet for polemisk. Han var endvidere forlægger. Som debattør bidrog han også med talrige avisartikler og læserbreve.
Svensson var initiativtager til en række sydslesvigske foreninger: Sydslesvigs Danske Kunstforening (1952), Kritisk Forum (1981) og Sydslesvigs Museumsforening (1985). Han oprettede De Unges Kunstkreds i 1974 og et forlag af samme navn i 1980.
I 1988 modtog Svensson F. Hendriksen-medaljen af Foreningen for Boghaandværkets Fremme, og i 1997 fik han hædersgaven fra H.V. Clausens og Johan Ottosens legat til danskhedens fremme i Sønderjylland.